# Promartes
Promartes — вимерлий рід мустел, що існував у міоценовий період.

## Таксономія
Рід був вперше описаний у 1942 році Е. С. Ріггсом, який ідентифікував сестринський рід Zodiolestes у той же час і відніс його до родини Mustelidae. Належить до підродини Oligobuninae. У роді виявлено 5 видів: Promartes darbyi, P. gemmarosae, P. lepidus, P. olcotti, та P. vantasselensis, три з яких спочатку були ідентифіковані як представники Oligobunis.